# Römischer Verband
Der Römische Verband ist ein Verlegemuster für Bodenplatten aus Keramik und Naturstein oder Wegpflaster in mehreren Formaten. Gängig sind Formate mit 3, 4 und 5 Platten. Meist wird aktuell (Stand 2021) ein Format von 4 Platten verwendet. Obwohl der Römische Verband wie ein wahllos aneinander gelegtes Plattenmuster erscheint, folgt er dennoch einem geometrischen System.
Namensgebend war – so wird vermutet –, dass der Römische Verband bereits im Bauwesen in der Römischen Antike verbreitet war.

## Verwendung und Gestaltung
Bei einer Gestaltung wird ein Grundelement aus einer bestimmten Anzahl quadratischer oder rechteckiger Platten unterschiedlicher Abmessungen mit abgestimmten Kantenverhältnissen verwendet. Größere Flächen werden durch Wiederholung des Grundelementes erstellt.
Dieser Verband erfordert vor Verlegung die Erstellung eines Verlegeplans, da mehrere Steinformate verwendet werden. Da auch kleinere Bodenplatten verlegt werden, ist der Ressourcenverbrauch bei Natursteinplatten geringer als bei großformatigen.
Der Römische Verband ist besonders geeignet für größere Flächen oder Plätze, die repräsentativ wirken sollen. Dies kommt vor allem daher, dass derartige Platzgestaltungen nicht durch lang laufende Fugen strukturiert werden.

## Regeln
Folgende Regeln sind bei der Gestaltung eines Bodenbelags mit einem Römischen Verband zu beachten:
- Kreuzfugen vermeiden.
- Fugen von mehr als einem Meter Länge vermeiden.
- Nie mehr als zwei Steine der gleichen Größe nebeneinander verlegen.

## Verlegeformate der Römischen Verbände
Es gibt unterschiedliche Plattenformate der Römischen Verbände.

### 3 Formate
Wird ein Römischer Verband mit drei Formaten konstruiert, werden vom größten und kleinsten Format je 2 quadratische Platten und vom rechteckigen Format 4 Platten mit unterschiedlichen Maßen erforderlich.

### 4 Formate
Wird ein Grundmuster mit 4 unterschiedlichen Plattenformaten verwendet, werden 4 Platten (1x1), 2 Platten (1×2), 4 Platten (2×2) sowie 2 Platten (2×3) (siehe Bild weiter unten) benötigt. Beispielsweise hat dieses Verlegemuster folgende Formate mit den Maßen: 61 × 40,6 cm, 40,6 × 40,6 cm, 40,6 × 20 cm und 20 × 20 cm.
Bei korrekten Maßen und Berücksichtigung von Fugen entsteht kein Versatz im Muster, der erst durch Verlegung mit Fugen um ebenderen Breite horizontal als auch vertikal zustande kommt. Weiters entsteht dann auch bei 2 kleinen 1×1-Platten  (farblich im Bild markiert) ein Fugenabstand von halber Breite. Alternativ können diese auch um Fugenbreite (also 1-Fuge×1-Fuge) verkleinert werden um einheitlichen Abstand zu wahren.

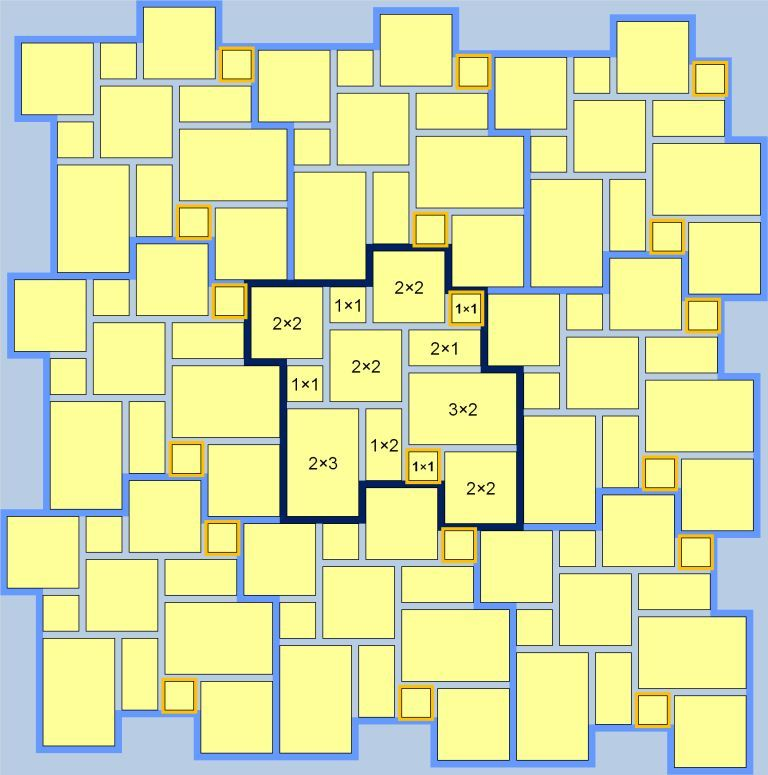
Römischer Verband: Ein Beispiel für einen Römischen Verband ist das im Bild dargestellte fett umrandete Verlegemuster (bzw. dessen gespiegelte Version).
Dabei werden pro Grundmuster 4 unterschiedliche Formate benötigt: 4 Platten 1x1, 2 Platten 1×2, 4 Platten 2×2 sowie 2 Platten 2×3.

### 5 Formate
Römische Verbände, die mit 5 Formaten hergestellt werden, benötigen 3 quadratische und zwei rechteckige Platten unterschiedlicher Größe.